# Grijsbok
De grijsbok (Raphicerus melanotis)  is een zoogdier uit de familie van de holhoornigen (Bovidae). De wetenschappelijke naam van de soort werd voor het eerst geldig gepubliceerd door Thunberg in 1811.

## Kenmerken
Het dier heeft een roodbruine pels vol opvallend witte haren, waaraan het dier zijn naam dankt.

## Verspreiding en leefgebied
Deze soort komt voor in Zuid-Afrika.